# 双黄沙洲
双黄沙洲（英語：Loaita Nan），位于道明群礁西南端，由珊瑚礁组成，属沙洲。中華民國、中華人民共和國及菲律宾对其声称有主权。南钥沙洲在其东北方。

## 历史
- 中國漁民向稱「雙黃」[1]。
- 1983年中国的公布名称为双黄沙洲[2]。

## 地质地形
该沙洲在退潮时状如两个蛋黄，故名。高潮时长0.25km，礁盘长2km，高潮时宽60m，礁盘宽1.1km，浅滩水深5.4-9m，中央深水到20.1m。